# قاي ويلكيرسون
قاي ويلكيرسون (بالإنجليزية: Guy Wilkerson)‏ هو ممثل أمريكي، ولد في 21 ديسمبر 1899، وتوفي في 15 يوليو 1971.

## أعمال

### أفلام
- (1939) ذهب مع الريح[1][2]
- (1941) الرقيب يورك
- (1942) كبرياء اليانكيز
- (1969) مرحبا دوللي

## وصلات خارجية
- قاي ويلكيرسون على موقع IMDb (الإنجليزية)
- قاي ويلكيرسون على موقع ألو سيني (الفرنسية)
- قاي ويلكيرسون على موقع أول موفي (الإنجليزية)
- قاي ويلكيرسون على موقع قاعدة بيانات الأفلام السويدية (السويدية)
- قاي ويلكيرسون على موقع قاعدة بيانات الفيلم (الإنجليزية)
- قاي ويلكيرسون على موقع كينوبويسك (الروسية)